# Sainte-Anne (Loir-et-Cher)
Sainte-Anne è un comune francese di 382 abitanti situato nel dipartimento del Loir-et-Cher nella regione del Centro-Valle della Loira.

## Società

### Evoluzione demografica
Abitanti censiti